# 버크셔돼지

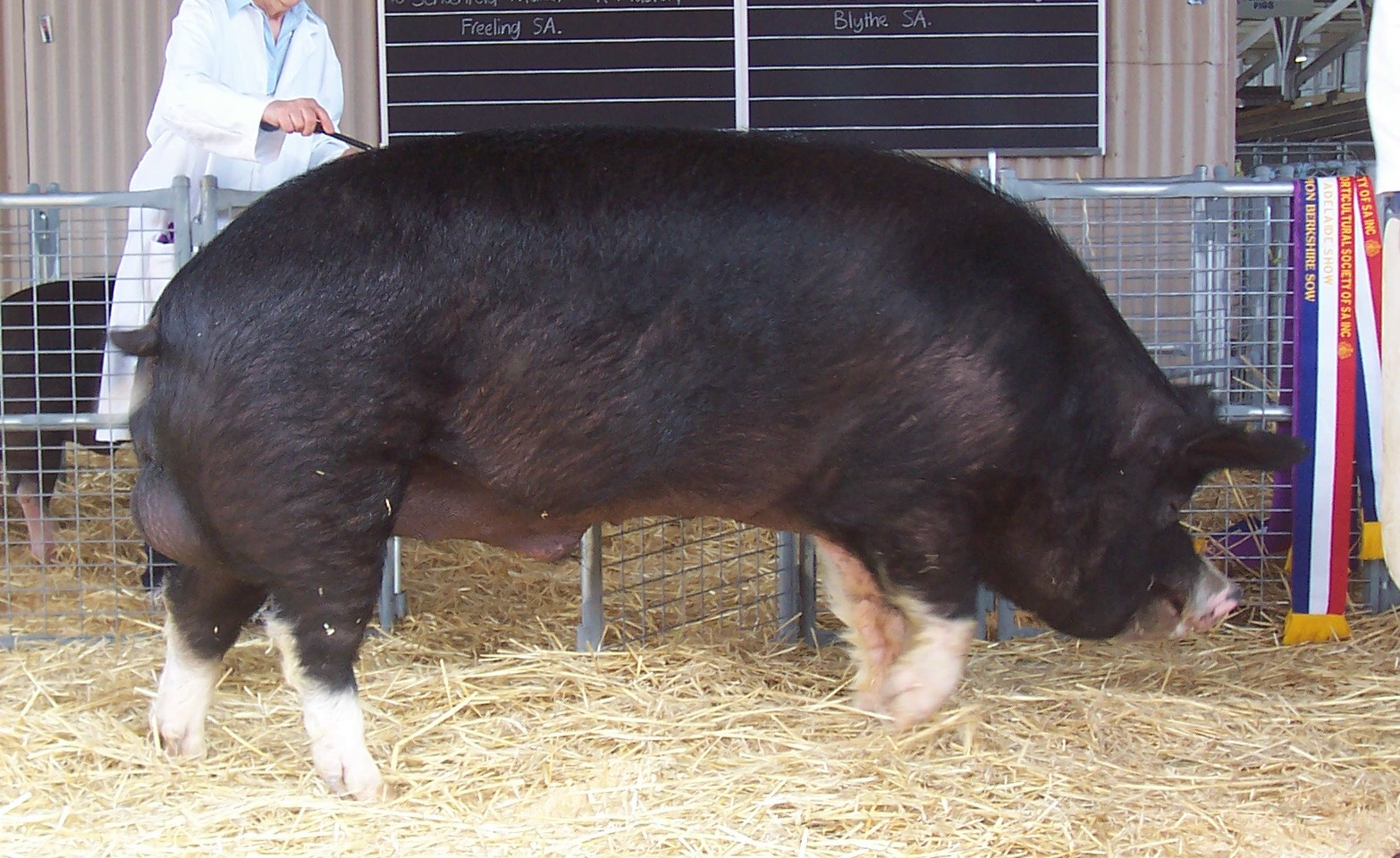
버크셔

버크셔(영어: Berkshire 또는 Berkshire pig)는 영국 원산으로 피부와 털이 검고 코끝·다리끝·꼬리끝은 흰색이다. 영국, 일본, 미국, 호주, 뉴질랜드 등을 포함하는 몇몇 나라에서 사육되고 있다. 생김새는 요크셔와 비슷하지만 얼굴이 덜 치켜올라가 있다. 고기는 연하며 색깔도 좋다. 한반도에는 1930년대 도입되어 재래종 돼지의 개량에 이용되었으며, 과거 전체 돼지수의 70-80%를 차지하였다. 그러나 한배 새끼수가 7-9마리로 많지 않고 새끼를 기르는 능력도 대요크셔보다 떨어져 사육 마리수가 감소되었다.